# Pleteno iznad N. Vinodolskog
Pleteno iznad N. Vinodolskog este o arie protejată (sit de importanță comunitară — SCI) din Croația întinsă pe o suprafață de 1.182,46 ha, integral pe uscat.

## Localizare
Centrul sitului Pleteno iznad N. Vinodolskog este situat la coordonatele 45°10′51″N 14°51′28″E / 45.180951°N 14.857821°E.

## Înființare
Situl Pleteno iznad N. Vinodolskog a fost declarat sit de importanță comunitară în iulie 2013 pentru a proteja 1 specie de plante.

## Biodiversitate
Situată în ecoregiunea alpină, aria protejată conține 2 habitate naturale: Pajiști uscate din regiunea submediteraneeană estică (Scorzoneratalia villosae), Pajiști uscate seminaturale și facies de acoperire cu tufișuri pe substraturi calcaroase (Festuco-Brometalia) (* situri importante pentru orhidee).
La baza desemnării sitului se află o specie protejată de  plante: sisinei (Pulsatilla grandis).